# چیویتانوا مارکه
چیویتانوا مارکه (به ایتالیایی: Civitanova Marche) یک کومونه در ایتالیا است که در استان ماچراتا واقع شده‌است.

## خصوصیات
چیویتانوا مارکه ۴۵٫۸ کیلومترمربع مساحت و ۴۱٬۲۰۵ نفر جمعیت دارد و ۰ متر بالاتر از سطح دریا واقع شده‌است.

## خواهرخوانده
شهرهای Esine، سن مارتین، بوینس آیرس، سیبنیک، Gmina Skawina و Skawina خواهرخوانده‌های چیویتانوا مارکه هستند.